# Carretelà
Carretelà és un jaciment arqueològic situat a Aitona, (Segrià), inclòs a l'Inventari del Patrimoni Arqueològic i Paleontològic de Catalunya.
Es tracta d'un petit assentament de l'edat del bronze establert sobre la riba del riu Segre.

## Història arqueològica

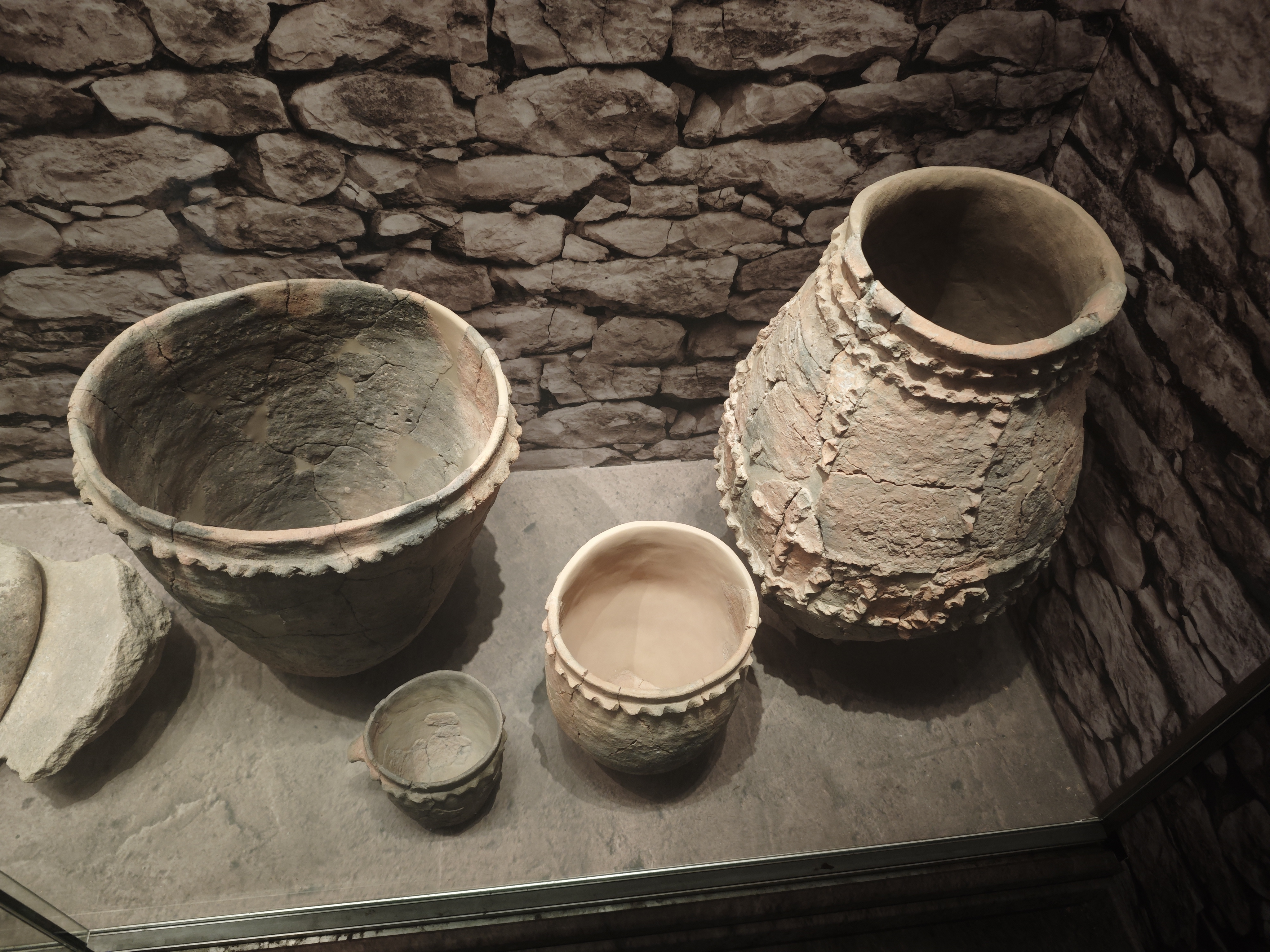
MAC-BCN Objectes domèstics de ceràmica. s.XI aC. Genó, Carretelà i El Pletís

Les investigacions fetes han permès extreure valuosa informació sobre el poblament d'aquestes terres en l'edat del bronze. La gent que hi habità tenia una economia basada en l'agricultura del cereal (espelta, ordi i mill) i en la ramaderia d'ovelles, cabres i porcs.
Hi ha les restes d'una torre defensiva circular a la zona d'accés al poblat. En el curs de la investigació arqueològica es van poder recuperar restes d'un fetus nounat que havia estat enterrat sota el paviment d'un habitatge.
Bona part dels materials recuperats poden contemplar-se al Museu Diocesà i Comarcal de Lleida.